# 신논현역
신논현역(Sinnonhyeon Station, 新論峴驛)은 서울특별시 강남구 역삼동과 논현동, 그리고 서초구 반포동과 서초동에 있는 서울 지하철 9호선과 신분당선의 환승역이다.

## 역사
- 2008년 9월 18일: 신논현역으로 역명 결정[3]
- 2009년 7월 24일: 서울 지하철 9호선 개화 ~ 신논현 구간 개통과 함께 영업 개시
- 2015년 3월 28일: 신논현 ~ 종합운동장역 연장 구간 개통과 함께 중간역으로 변경
- 2022년 5월 28일: 신분당선 강남 - 신사 구간 개통과 함께 환승역이 됨

## 역 구조
2면 3선의 혼합식 승강장이 있는 지하역이다. 2022년 5월 28일에 개통한 신분당선과의 환승을 염두에 두고 건설되었다.

### 9호선 승강장
| 사평 ↑   |
| \| 하 \| |
| ↓ 언주   |

| 하행 | ● 서울 지하철 9호선 | 일반 고속터미널 · 노량진 · 당산 · 김포공항 · 개화 방면           |
| 하행 | ● 서울 지하철 9호선 | 급행 고속터미널 · 노량진 · 당산 · 김포공항 방면                  |
| 상행 | ● 서울 지하철 9호선 | 일반 · 급행 선정릉 · 종합운동장 · 올림픽공원 · 중앙보훈병원 방면 |

### 신분당선 승강장
2면 2선의 상대식 승강장을 갖추고 있다. 승강장에는 스크린도어가 설치되어 있다.
| ↑ 논현 |
| \| 하  |
| 강남 ↓ |

| 상행 | ● 신분당선 | 논현 · 신사 방면                   |
| 하행 | ● 신분당선 | 판교 · 정자 · 수지구청 · 광교 방면 |

## 역 주변
| 나가는 곳 | 방면                                                                                            |
| --------- | ----------------------------------------------------------------------------------------------- |
| 1         | 반포IC 기업은행                                                                                 |
| 2         | 우리은행 신한은행 고도일병원                                                                    |
| 3         | 서울논현초등학교 HK저축은행 논현까치공원 영동전통시장 논현맛의거리 베스트웨스턴프리미어강남호텔 |
| 4         | 국기원 농협 리츠칼튼서울 주풍타워아파트 역삼은행나무공원 역삼동방면 강남역맛의거리              |
| 5         | 역삼동우체국 신한은행 한국자산관리공사 CGV 롯데시네마 국립어린이청소년도서관                    |
| 6         | 국립어린이청소년도서관 국기원 국기원기념관 역삼문화공원                                         |
| 7         | 서초4동주민센터 서초초등학교 서일중학교 명달공원                                                |
| 8         | 서초초등학교 우리은행 하나은행 종로유학원                                                       |
| 9         | 서초4동주민센터 국민은행 래미안서초스위트 우리은행                                              |

## 이용객 변동
2009년 자료는 개통일인 2009년 7월 24일부터 12월 31일까지인 161일치만이 반영된 것이다.
| 노선  | 노선 | 일평균 인원수 (명/일) | 일평균 인원수 (명/일) | 일평균 인원수 (명/일) | 일평균 인원수 (명/일) | 일평균 인원수 (명/일) | 일평균 인원수 (명/일) | 일평균 인원수 (명/일) | 일평균 인원수 (명/일) | 일평균 인원수 (명/일) | 각주  |
| 노선  | 노선 | 2009년                | 2010년                | 2011년                | 2012년                | 2013년                | 2014년                | 2015년                | 2016년                | 2017년                | 각주  |
| ----- | ---- | --------------------- | --------------------- | --------------------- | --------------------- | --------------------- | --------------------- | --------------------- | --------------------- | --------------------- | ----- |
| 9호선 | 승차 | 17,663                | 22,852                | 26,113                | 28,992                | 30,874                | 31,335                | 29,350                | 28,926                | 28,398                | [ 4 ] |
| 9호선 | 하차 | 17,447                | 22,025                | 25,125                | 28,149                | 29,975                | 30,509                | 28,959                | 29,064                | 29,186                | [ 4 ] |

## 사진

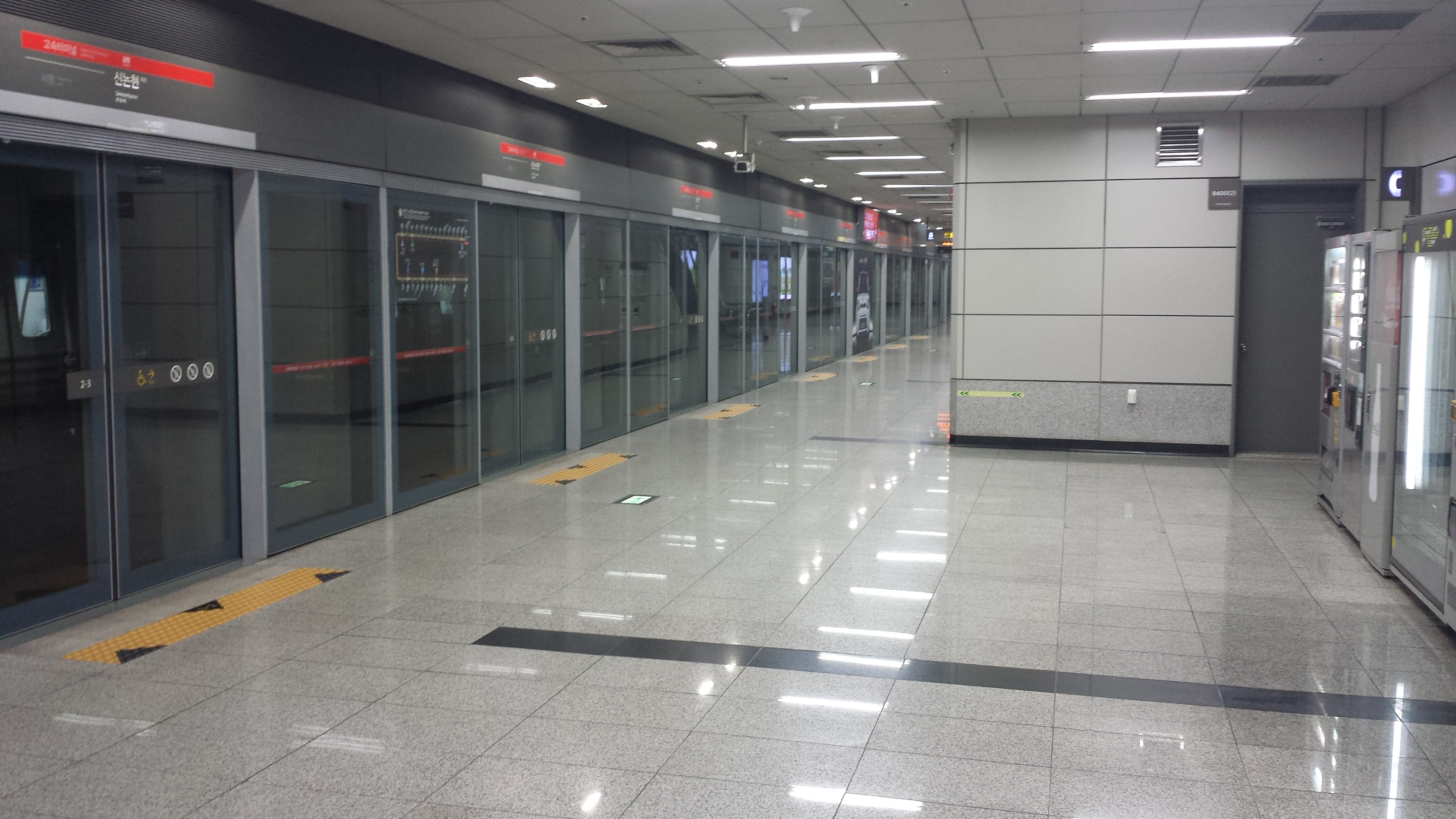
하행 승강장 (2단계 구간 개통 전)
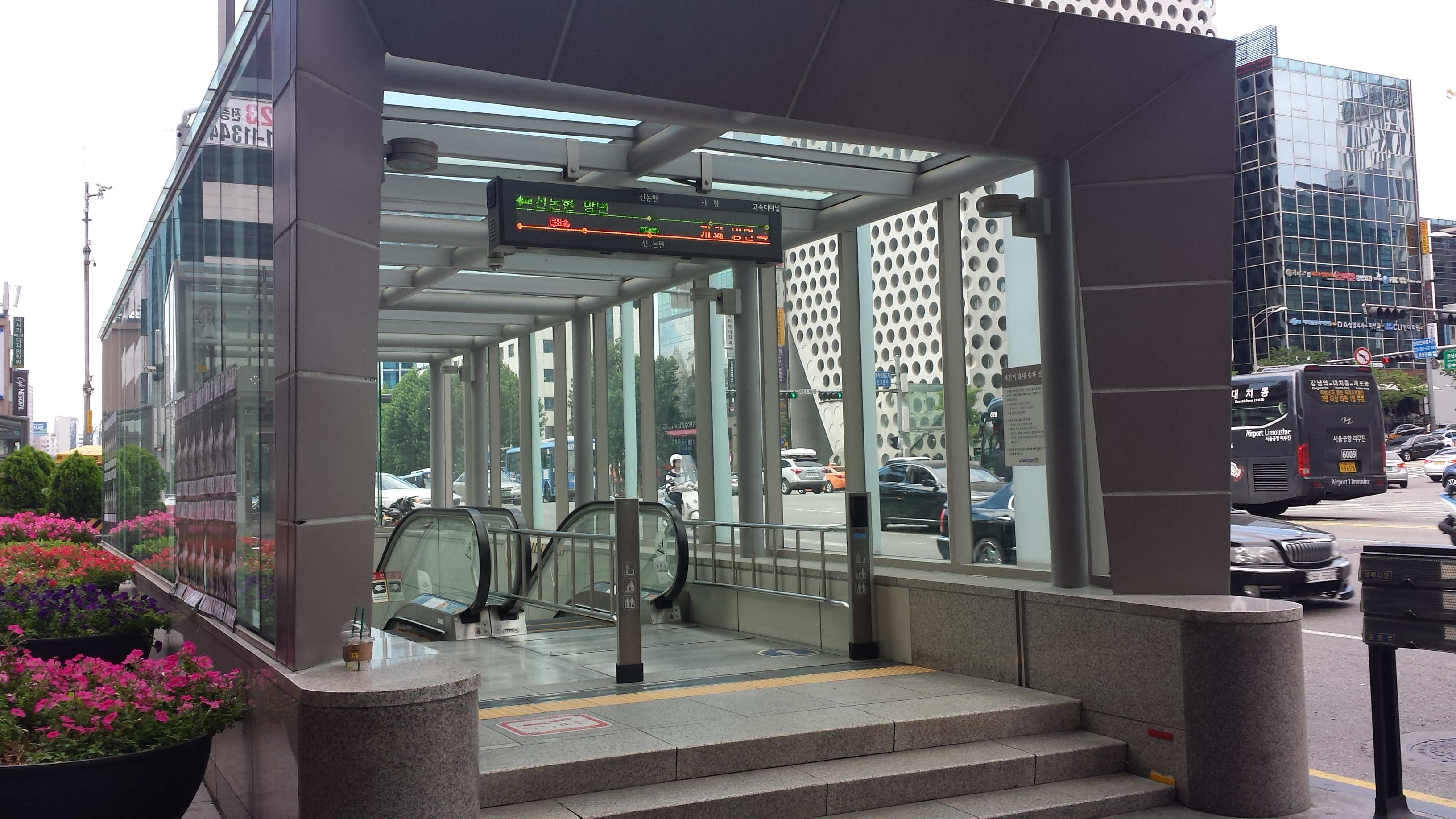
6번 출입구 (2단계 구간 개통 전)
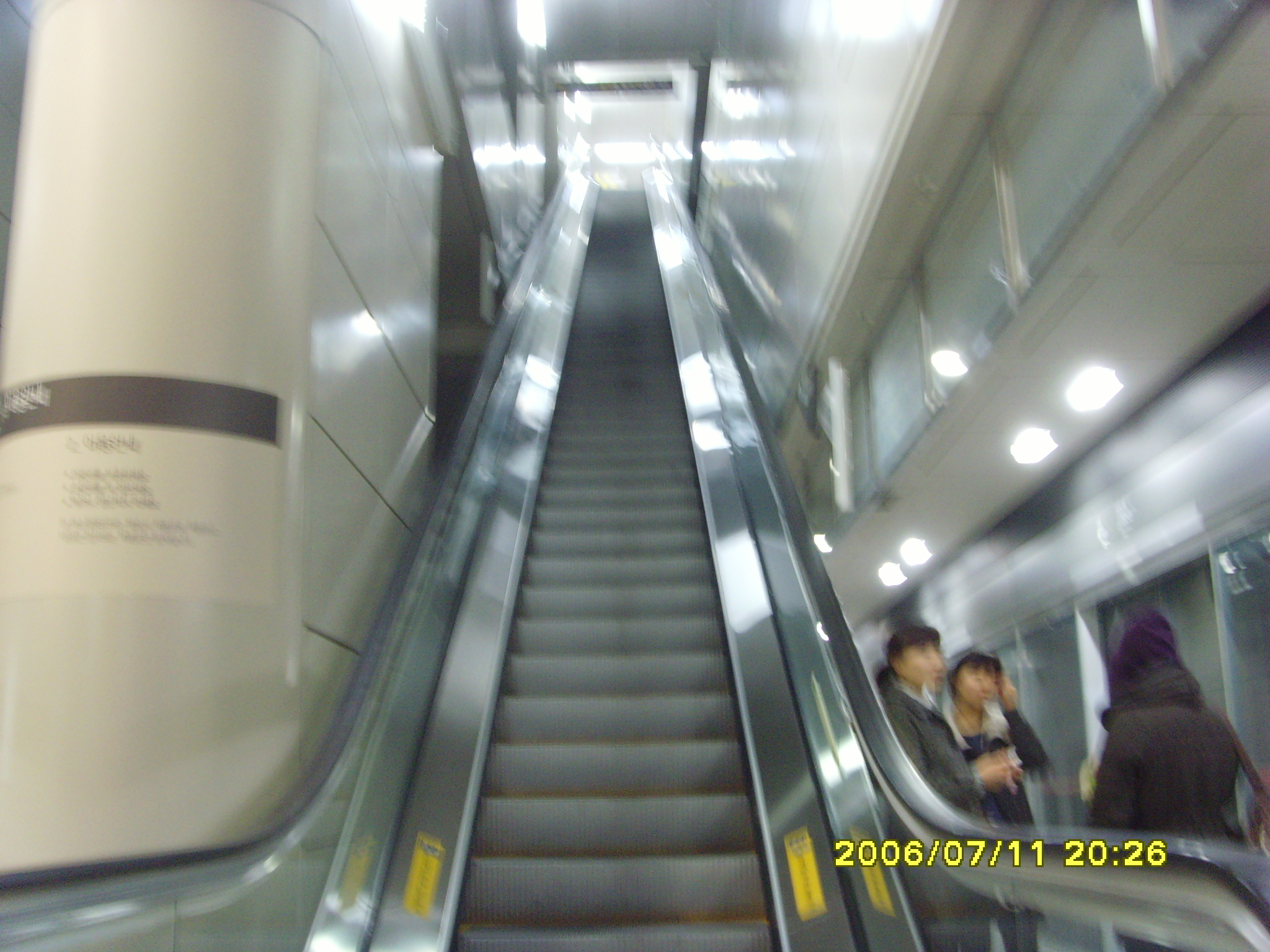
에스컬레이터
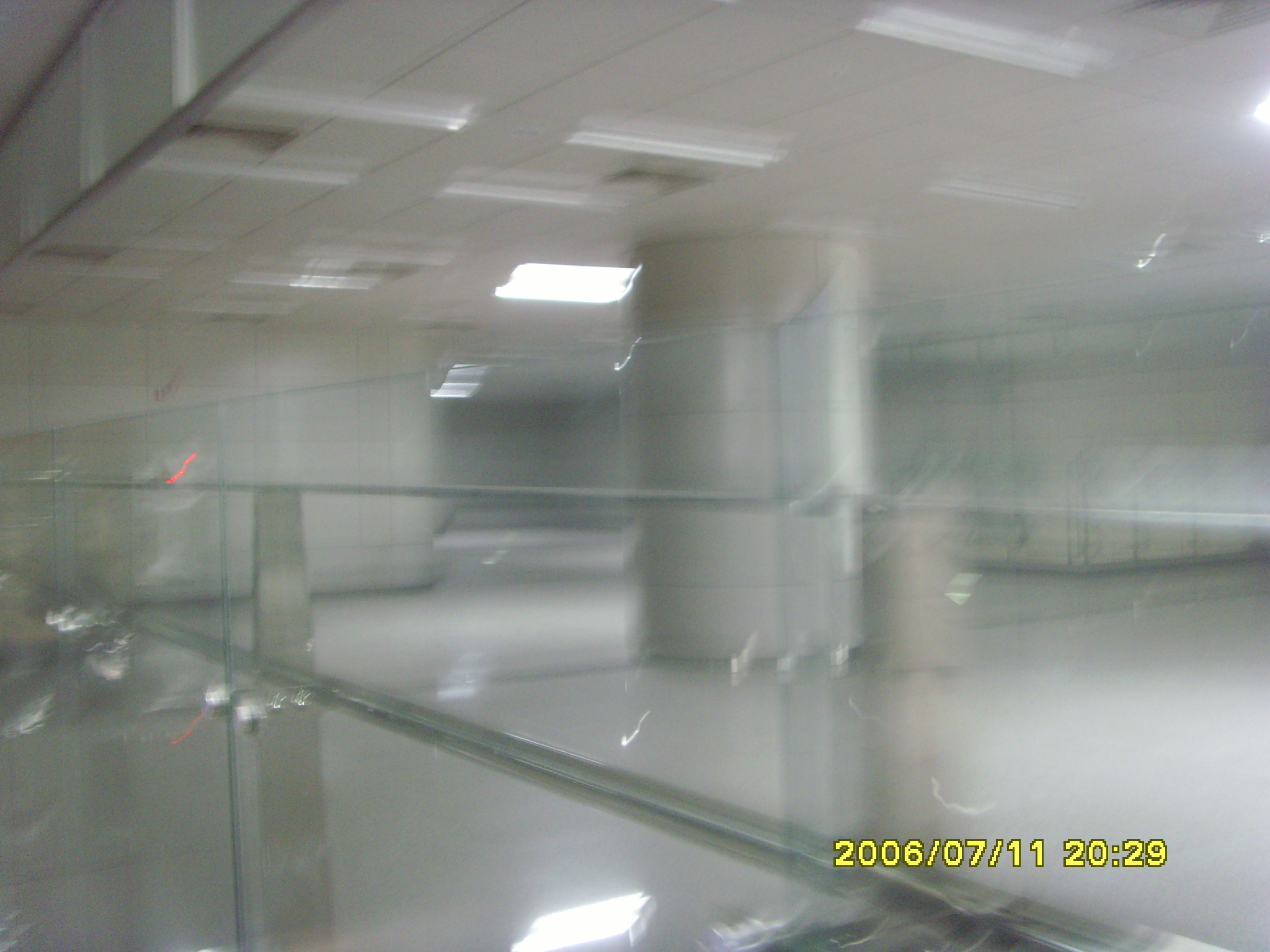
9호선과 신분당선 간의 환승 통로 공사 이전의 공간

## 인접한 역
| 서울 지하철 9호선            | 서울 지하철 9호선        | 서울 지하철 9호선            |
| ---------------------------- | ------------------------ | ---------------------------- |
| 923 고속터미널 김포공항 방면 | ● 서울 지하철 9호선 급행 | 927 선정릉 중앙보훈병원 방면 |
| 924 사평 개화 방면           | ● 서울 지하철 9호선 일반 | 926 언주 중앙보훈병원 방면   |
| 신분당선                     |                          |                              |
| D05 논현 신사 방면           | ● 신분당선               | D07 강남 광교 방면           |